# Palazzo Strozzi Gaddi Niccolini

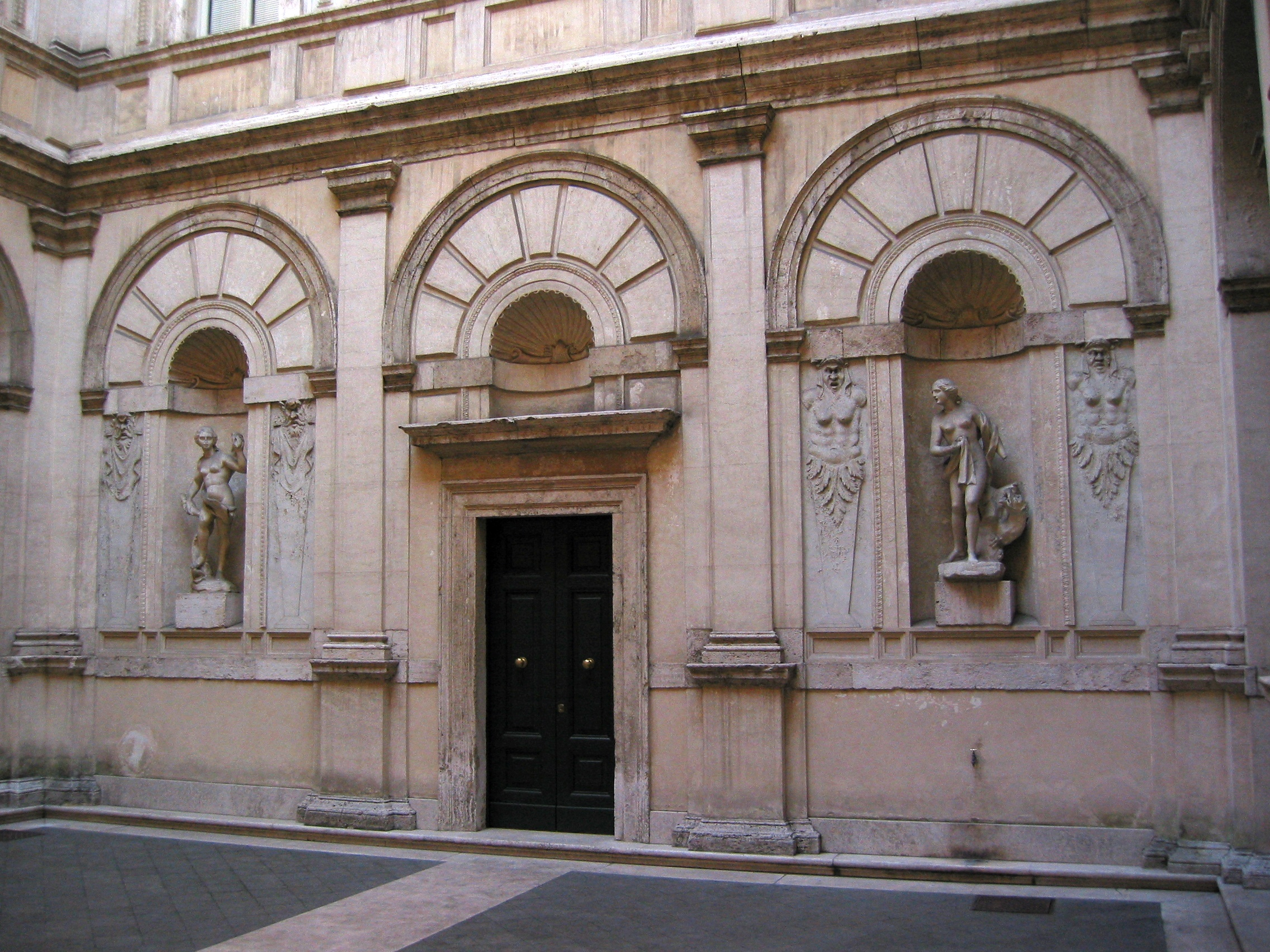
Palazzo Gaddi-Niccolini in Rome, Hof

Der Palazzo Gaddi Niccoloini Strozzi ist ein Palast der Hochrenaissance in Rom in der Via del Banco di Santo Sprito und wurde von dem Florentiner Bankier Luigi Taddeo Gaddi 1528 in Auftrag gegeben. Die Zuschreibung an Jacopo Sansovino ist umstritten.